# Kento
Les kento sont les têtes des phalanges du poing, de surface très réduites mais très dures, qui sont le support des principaux atémis du poing de base (seiken). L'impact s'effectue essentiellement sur les têtes d'articulation des index et majeur de la main et, subsidiairement, avec leurs articulations médianes.

## Galerie

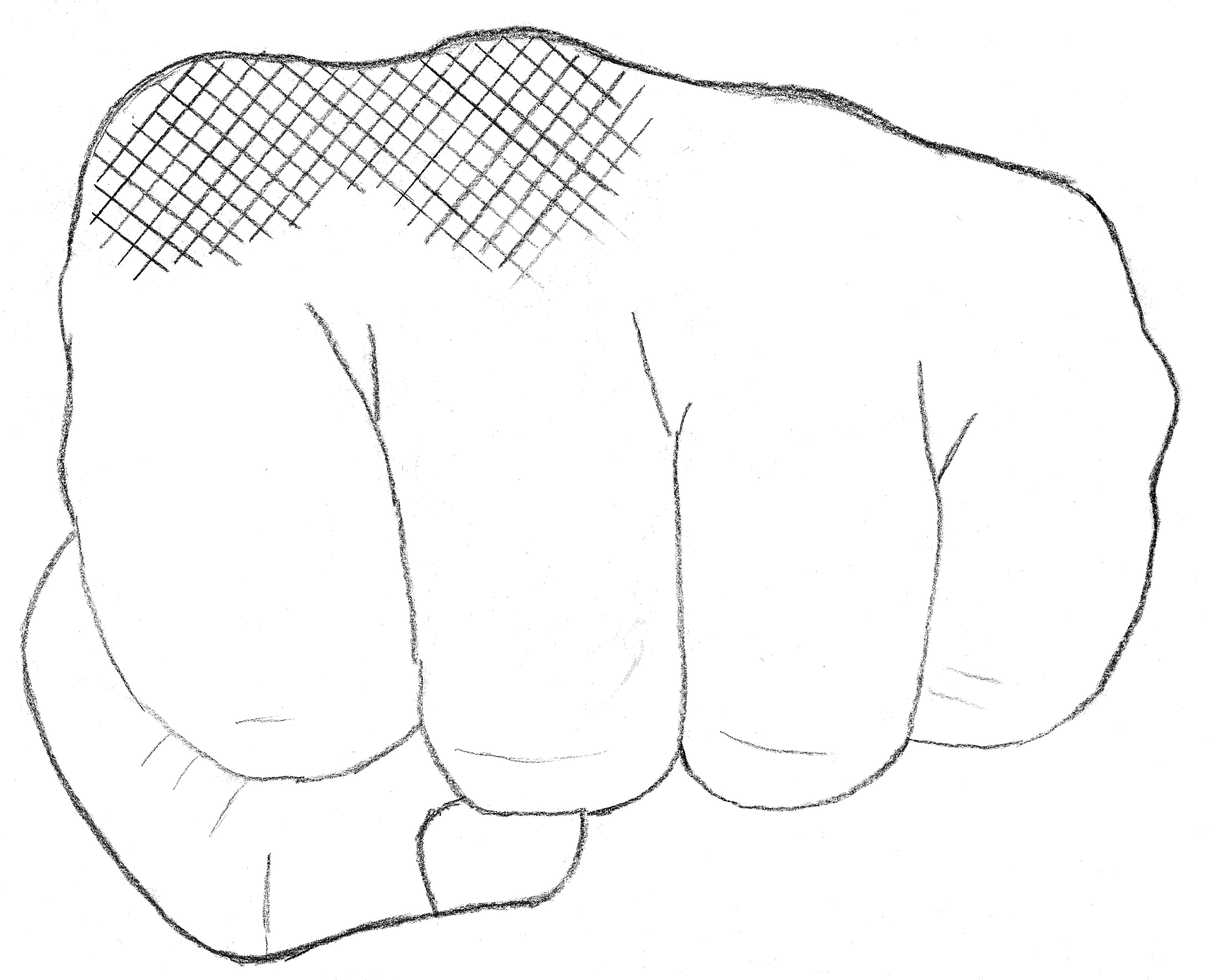
Les kento de face…
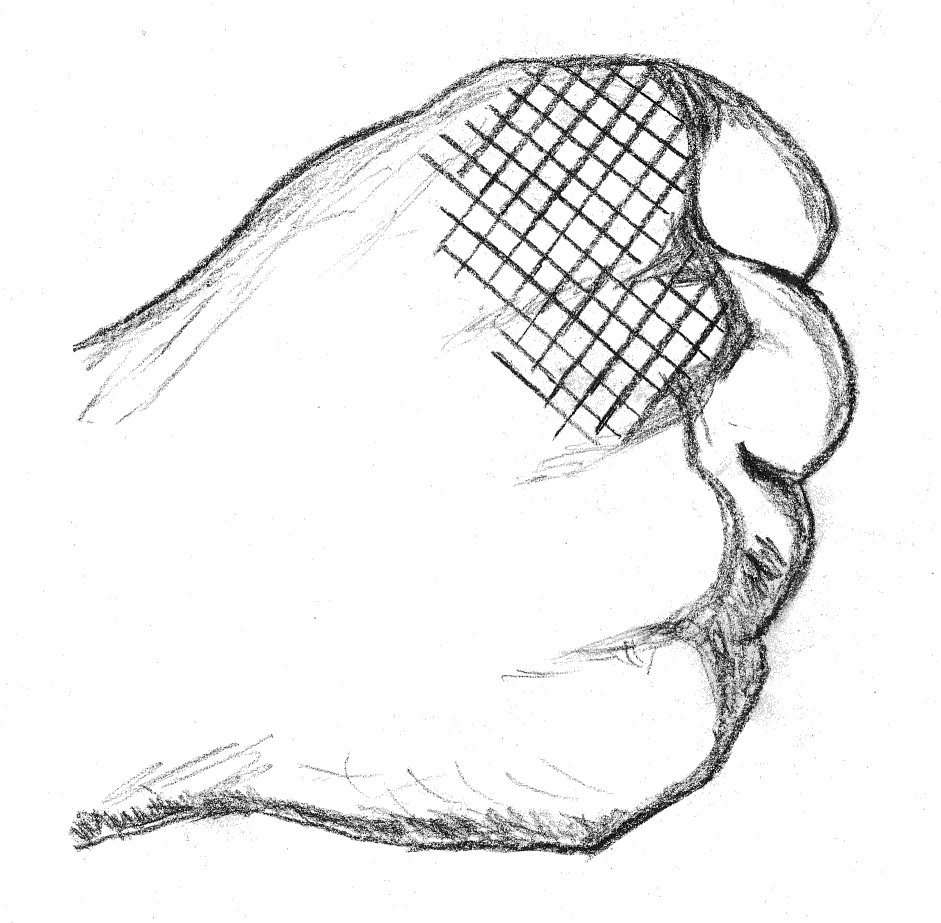
… et de dos.